# Кучук-Ламбатский каменный хаос
Кучук-Ламбатский каменный хаос — уникальный природный объект на Южном побережье Крыма, расположен в Кучук-Ламбатской бухте, между курортами Утёс и Малый Маяк к северо-востоку от мыса Плака.
Это поросшее мелким леском хаотичное нагромождение обломков скал, известняковых глыб и камней, в живописном беспорядке разбросанных по прибрежному склону и в море, которое тянется по склону на протяжении около 1 км, с высоты более 200 м над уровнем моря до морского побережья.
Кучук-Ламбатский каменный хаос образовался здесь в результате Кучук-Койского сдвига, который произошёл в 1786 году и описан знаменитым натуралистом Петром Симоном Палласом. Среди каменных нагромождений встречаются очень характерные для Крыма виды растений: ладанник крымский, держидерева, чёрный граб, фисташка туполистная, дуб пушистый, рускус понтийский.
Неподалёку от урочища расположен источник Суук-Су (Холодная вода), который вытекает из-под обрыва в сторону моря.
С 1964 года объявлен памятником природы.